# O-Train
O-Train — легкорельсовый внутригородской поезд (лёгкое метро) в городе Оттава, Онтарио, Канада. Действует с 2001 года. Управляется транспортной компанией OC Transpo, в ведении которой также находится автобусный транспорт города.
Оттавское метро не обеспечивает полноценный скоростной транзит по городу. Ряд узловых станций метро соединяются с линиями скоростного автобуса (на схеме обозначены тонкими синими линиями).
Введённая в 2019 г. нумерация линий метро (1, 2, 3 и 4) не соответствует очерёдности их сооружения (2, 1, 4, 3).

## Предыстория

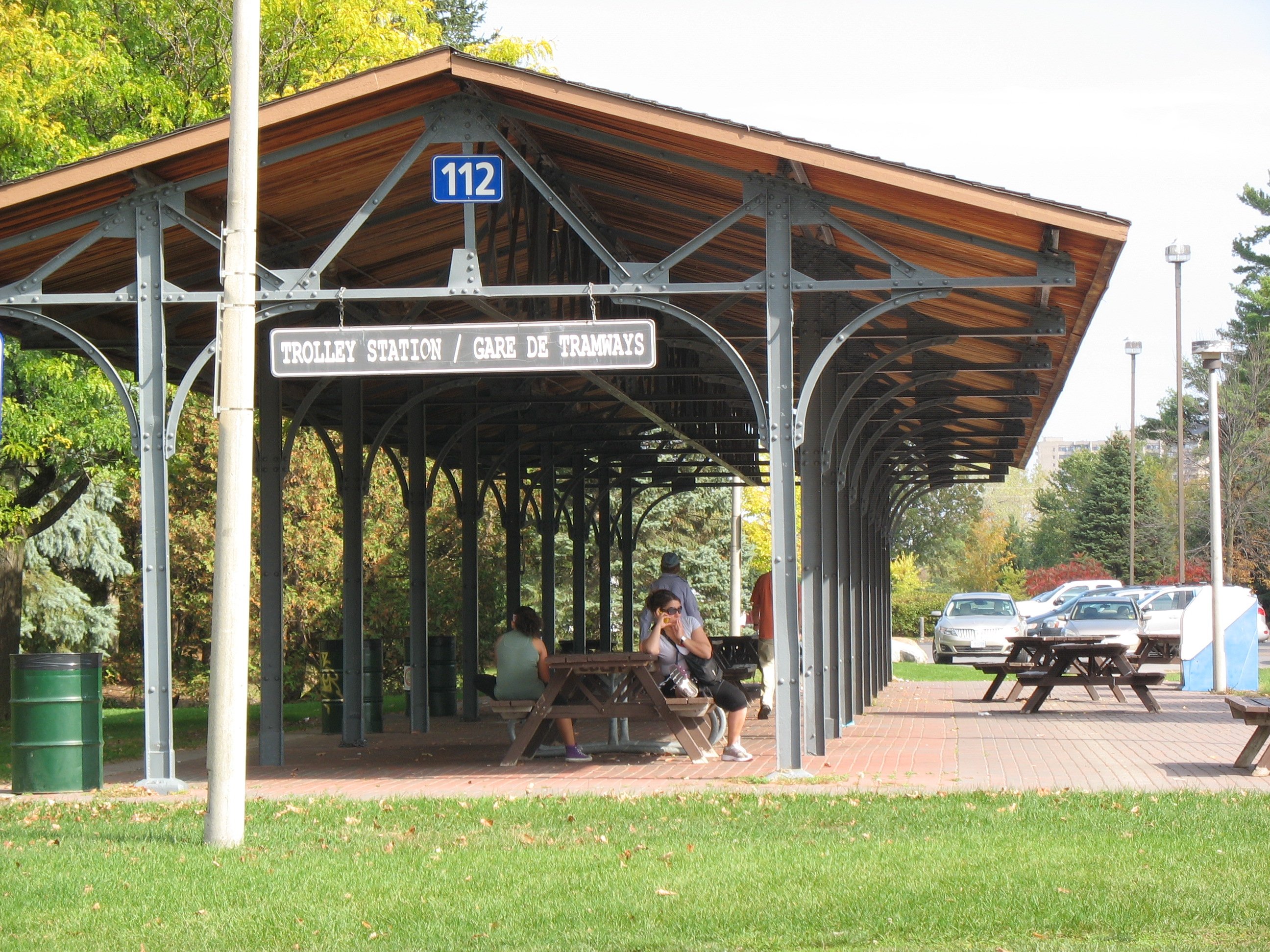
Старая трамвайная остановка, парк Британия.

В период 1891—1959 в Оттаве существовали трамвайные линии. В память о них до сих пор сохранилась уже не действующая трамвайная остановка рядом с парком Британия в северо-западной части города.
С 1983 г. скоростной транзит в Оттаве обеспечивали выделенные скоростные автобусные линии, сеть которых значительно выросла к началу 2000-х гг. Автобусные терминалы обеспечивали пересадку на обычные автобусные линии, а также позволяли водителям запарковать машины на специальных стоянках «запаркуй и езжай» (англ. Park-N-Ride), чтобы пересесть на автобусы.
Тем не менее, в центре города скоростные автобусы не только двигались медленно, но и создавали заторы для прочего транспорта, в связи с чем возникли проекты метро для частичной разгрузки магистралей.

## Линия Триллиум (с 2019 — 2-я линия)

Первоначальный план расширения городского рельсового транспорта, предложенный мэром Б. Черелли и отклонённый в 2006 году следующим мэром Л. О’Брайеном.

Линия открыта 15 октября 2001 года. 29 мая 2002 года линия обслужила 1-миллионного пассажира, 21 января 2005 года — 5-миллионного, а в 2010 году — 10-миллионного.
Вплоть до 14 сентября 2019 года данная линия была единственной линией городского рельсового транспорта. Это неэлектрифицированная (дизельная) однопутная наземная линия длиной 8 км с 5 станциями, идущая с севера на юг Оттавы.
Вплоть до закрытия на реконструкцию в 2022 г. движение по линии выглядело так: по ней с интервалом 15 минут курсировали два (из трёх имеющихся в парке) трёхвагонных дизель-поезда, отходящие от конечных станций Бэйвью и Гринборо навстречу друг другу каждые 15 минут (в 00, 15, 30, 45 минут каждого часа) и разъезжавшиеся на станции Карлтон, располагавшейся посредине между двумя крайними станциями. Линия выделена и не пересекается с городским и прочим транспортом, а станции находятся, как правило, в непосредственной близости от транзитных терминалов скоростных линий городского автобуса. Часть линии (между Карлинг-авеню и Карлтонским университетом) была проложена в туннеле под озером Доу.
В 2006 году мэр Б. Черелли предложил план дальнейшего развития линии, в ходе которого одноколейные пути были бы заменены двухколейными, и были бы заменены также поезда. В том же году, после его ухода с должности мэра, проект был отклонён.
Автобусные билеты на линии недействительны, однако действительны билеты автобусного транзита (их выдаёт водитель автобуса в обмен на автобусные билеты при посадке, и ими можно пользоваться для пересадки на другие автобусы или на O-Train в течение полутора часов). В 2020-е годы произошёл переход на электронные карточки Presto, которые в 2010-х гг. функционировали параллельно с бумажными билетами. На входах на станции отсутствуют турникеты или другие контрольные приспособления, однако там могут находиться сотрудники линии, проверяющие билеты.
Ещё в начале 2020 года планировалось временно закрыть линию с мая того же года для проведения ремонтных работ вплоть до конца 2022 года, однако в связи с пандемией 2020 г. эти планы были отложены. В дальнейшем планируется реконструировать существующий участок, сделав часть путей двуколейными, а также проложить на юг две ветки (с разветвлением на станции Саут-Кис) — в сторону аэропорта Макдональда-Картье и вдоль шоссе Эрл-Армстронг (через Литрим).
В 2022 году линия закрыта на реконструкцию, в ходе которой обновлены существующие пути и станции, чтобы обеспечить нормальное двухполосное движение (ранее поезда двигались по двум колеям лишь у нескольких станций, а большая часть пути была одноколейной, где поезда ехали попеременно в противоположных направлениях). Также были построены две ветки на юг от станции Гринборо — новые станции 2-й линии, ведущие в Баррхейвен, а также новая 4-я линия, ведущая в Международный аэропорт имени Макдональда-Картье.
С января 2025 г. вновь откроется 2-я линия, а также новая 4-я линия, соединяющаяся со 2-й через станцию пересадки Гринборо. Они будут открыты по рабочим дням, закрыты на тестирование и техосмотр по выходным. Дата окончательного ввода в строй не объявлена.

## 4-я линия (Airport link)
Будет введена в действие в ограниченном режиме (только по рабочим дням) с января 2025 года.

## Линия Конфедерации (с 2019 — 1-я линия)

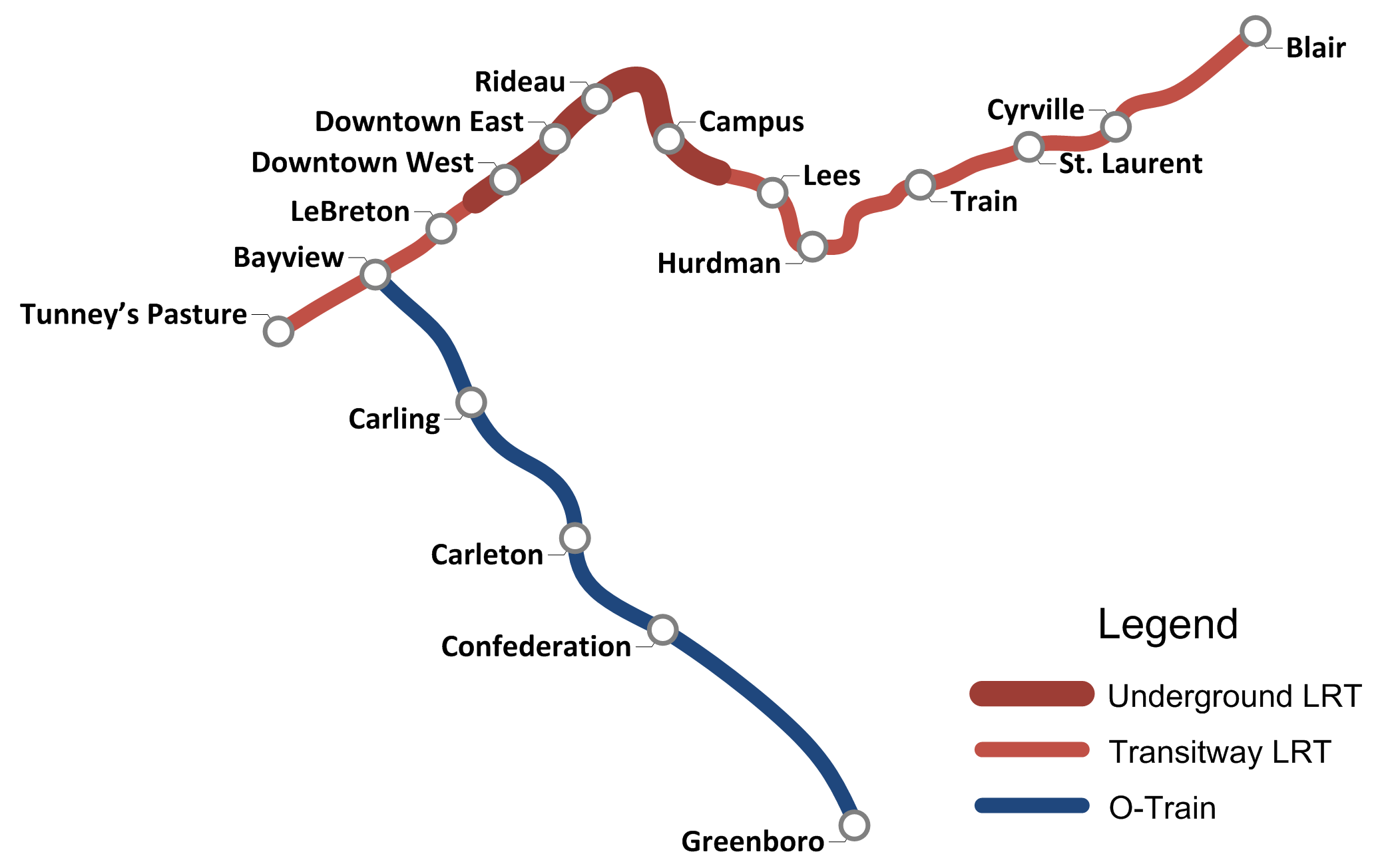
Линия Конфедерации (тёмно-красная, проект 2017). При открытии в 2019 г. станции, идущие на запад от Ридо, были переименованы соответственно Parliament (Downtown East), Lyon (Downtown West), Pimisi (LeBreton). В 2022 г. линия Триллиум (синяя) закрыта на реконструкцию.

В начале 2000-х гг. городская администрация под руководством Б. Черелли, окрылённая успехом линии Trillium, предлагала план её значительного развития путём удлинения от северной и южной конечных станций соответственно на северо-восток и юго-запад. Новый консервативный мэр Л. О’Брайен в 2006 году окончательно отверг план
Дискуссии о дальнейшем развитии метро возобновились в преддверии выборов мэра 2014 г. Консервативные критики мэра Дж. Уотсона предлагали вместо строительства второй линии метро альтернативный план, выдвинутый ещё во времена О’Брайена: использовать для целей городского транспорта линии железной дороги, идущие от вокзала (где в 2019 г. была открыта станция Tremblay) на юг города (через ж.д. станцию и автобусный узел Fallowfield). Уотсон подверг данный план встречной критике, указывая на два недостатка: во-первых, сама по себе железнодорожная линия в этом случае потребует существенной доработки, построения параллельных путей, мостов и узлов (существующий участок является большей частью одноколейным); во-вторых, поезда на данном участке, не имевшем пересадок на крупные узловые терминалы, будут идти «из никуда в никуда», тогда как основная цель сооружения метро — помочь жителям быстрее добраться до работы, разгрузив при этом шоссе 417 и даунтаун.
Мэр Джим Уотсон, в свою очередь, предложил построить линию с запада на восток, которая должна была заменить часть маршрутов скоростных автобусов, и таким образом разгрузить ряд крупных дорог для автомобильного движения. Победив на выборах, он приступил к реализации плана, сроки завершения которого постоянно откладывались. К осени 2018 г. линии и станции были в основном построены и находились в тестовом режиме, а 14 сентября 2019 года линия была открыта.
Современная линия проходит с запада на восток города через центр (Даунтаун) и Оттавский университет, в районе которых участок линии (4 станции) проходят под землёй, остальные станции и пути являются надземными. Новая линия с самого начала была 2-колейной, что должно было повысить её пропускную способность.
После ввода 1-й линии в эксплуатацию в её работе отмечаются многочисленные перебои, которые, как правило, происходят по утрам. Первоначально перебои были связаны со слишком чувствительными сенсорами дверей, которые вызывали блокировку поезда при попытке пассажиров задержать руками открытие или закрытие дверей. В октябре 2019 г. было объявлено, что проблема с сенсорами была решена, однако утренние перебои продолжают происходить с высокой частотой. В связи с этим в конце октября 2019 г. мэр Джим Уотсон принял решение вернуть в эксплуатацию дополнительные 40 автобусов для подстраховки задержек.
С 2020 г. осуществляется строительство дополнительных станций от Блэр (в настоящее время конечная станция 1-й линии на востоке) далее на восток до Орлинса. По состоянию на январь 2025 г., окончание работ было перенесено с мая 2025 на более поздний срок.

## 3-я линия
Планируется дальнейшее расширение 2-й линии на восток до Place d’Orleans (приоритетные работы), а затем на запад до Moodie Drive (не ранее 2027 года) и в перспективе до Канаты. Этот план носит название «2-й этап легкорельсового транспорта» (LRT 2nd stage). Предполагается, что на западе линия разделится на два направления, одно из которых получит название 3-я линия.

## Другие планы и перспективы развития
Выдвигались проекты соединить Оттаву с Гатино путём развития ныне заброшенных железнодорожных путей (в том числе через закрытый бывший железнодорожный одноколейный мост Принца Уэльского через р. Оттава). Основным оппонентом таких проектов был г. Гатино, финансово менее состоятельный и не готовый к дополнительным расходам в бюджете, а также к созданию межпровинциального органа по управлению линией железнодорожного транспорта. С начала 2020-х годов мост был открыт и функционирует как пешеходный (под названием Мост Уильяма Команды), его использование в качестве железнодорожного не планируется.
Проект лёгкого метро Гатино, предусматривавший соединение с центром Оттавы через один из действующих мостов, был отложен на неопределённый срок после эпидемии КОВИД-19.

## Галерея изображений

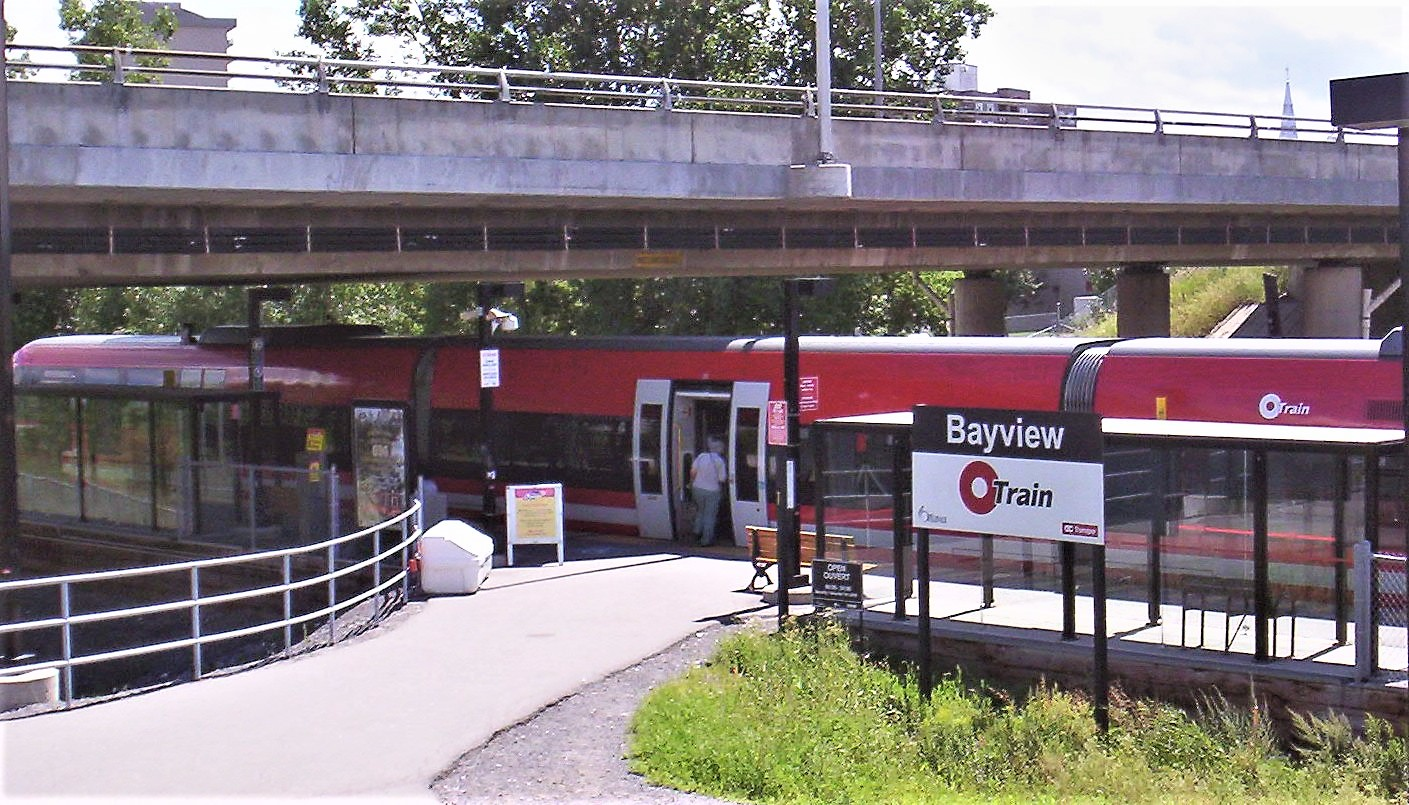
Станция Бэйвью (вид до сооружения Линии Конфедерации)
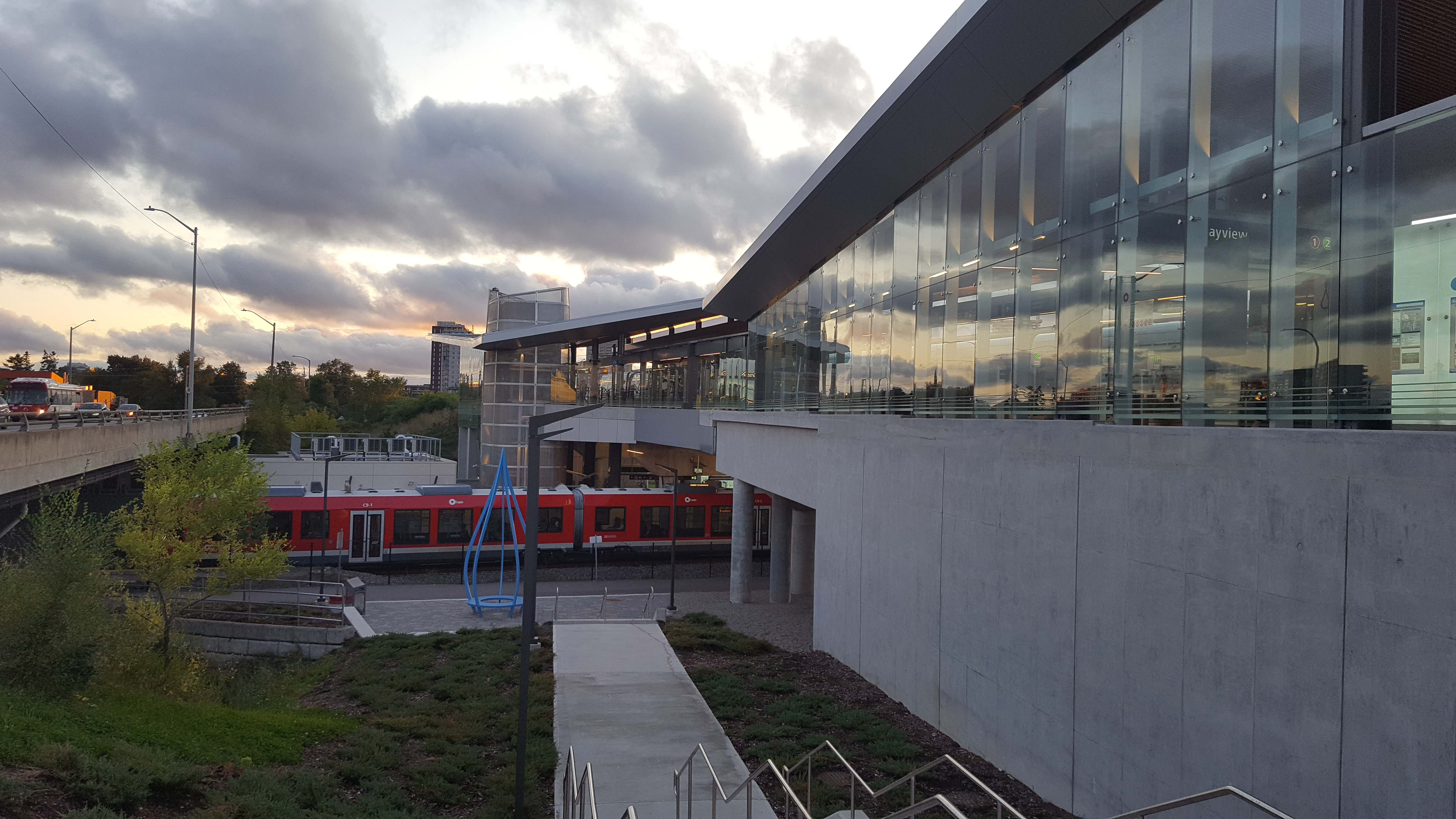
Станция Бэйвью (после сооружения Линии Конфедерации, на фото - сверху, линия Триллиум - снизу)
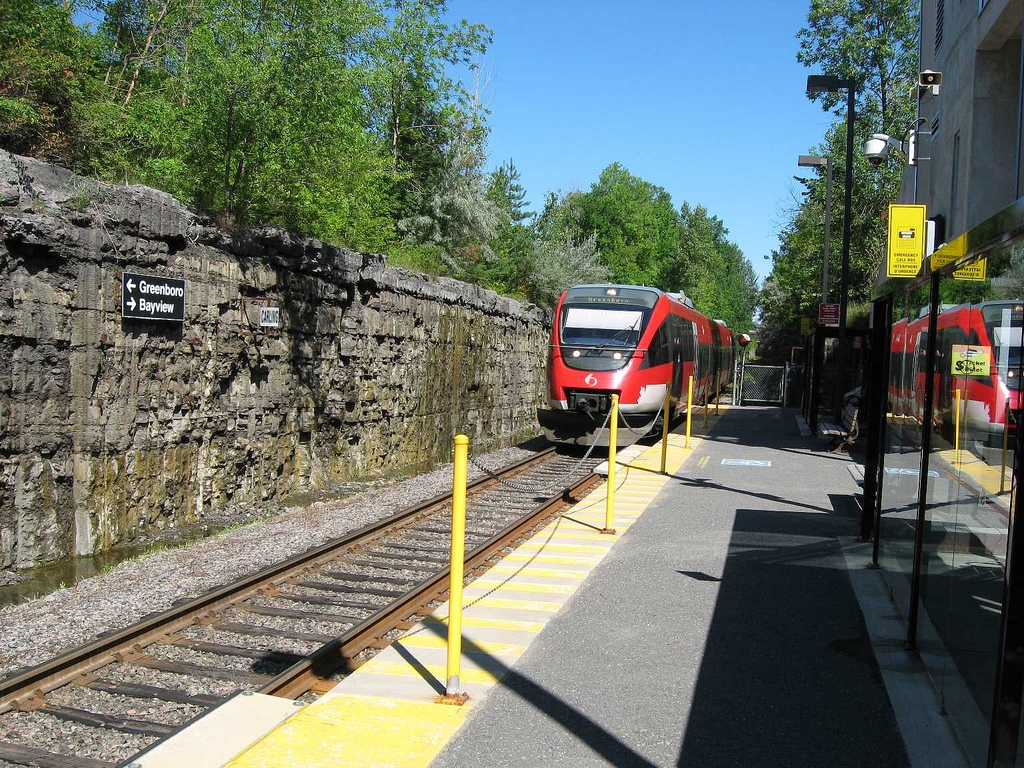
Станция Карлинг
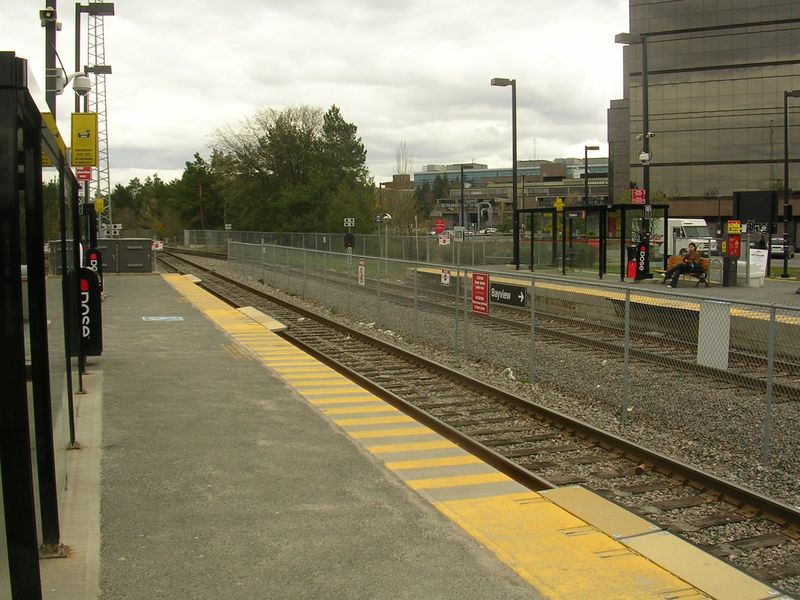
Станция Карлтон (до 2025 - единственная 2-путная 2-платформенная на линии Триллиум)
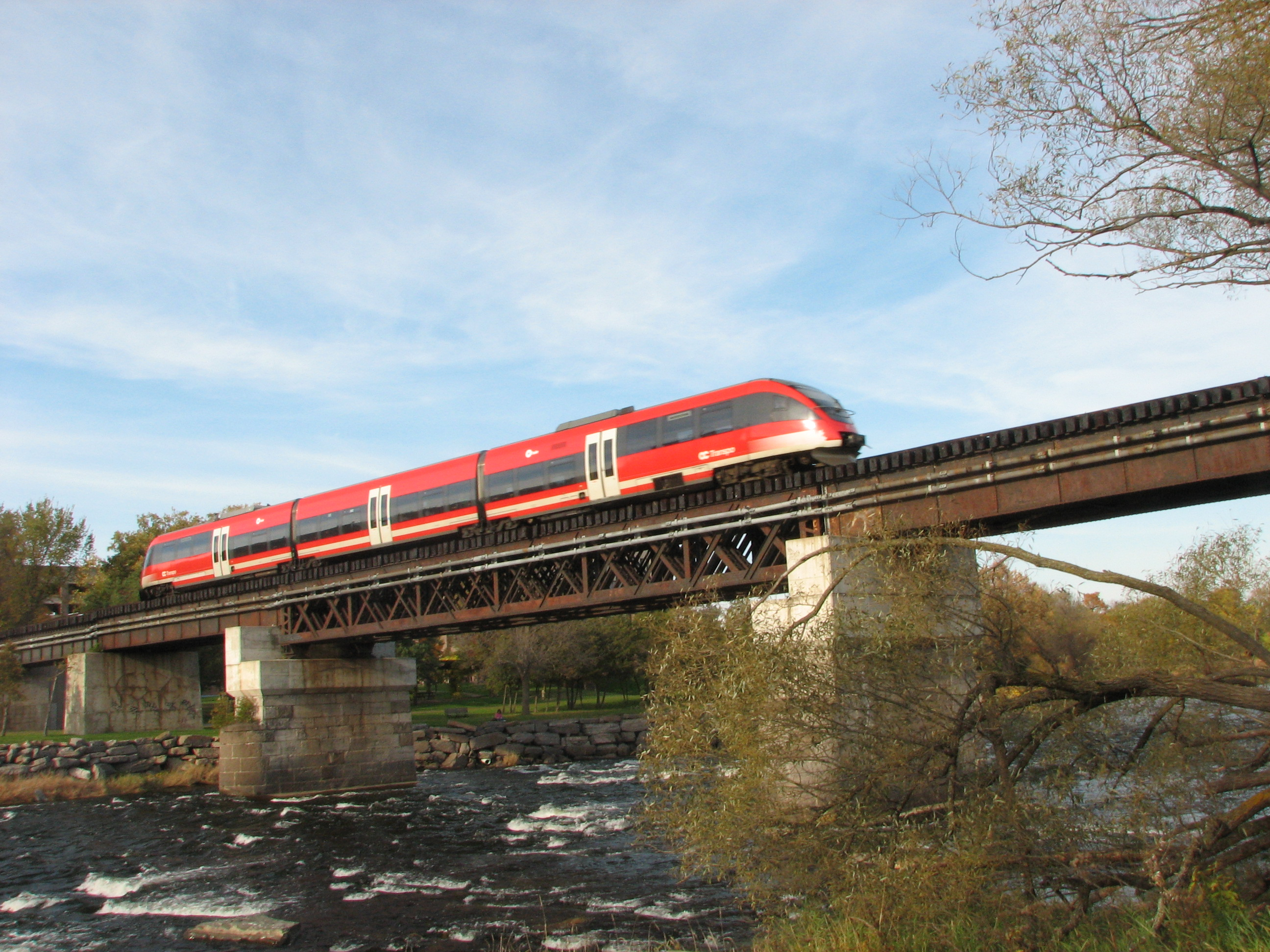
Проезд через мост над рекой Ридо
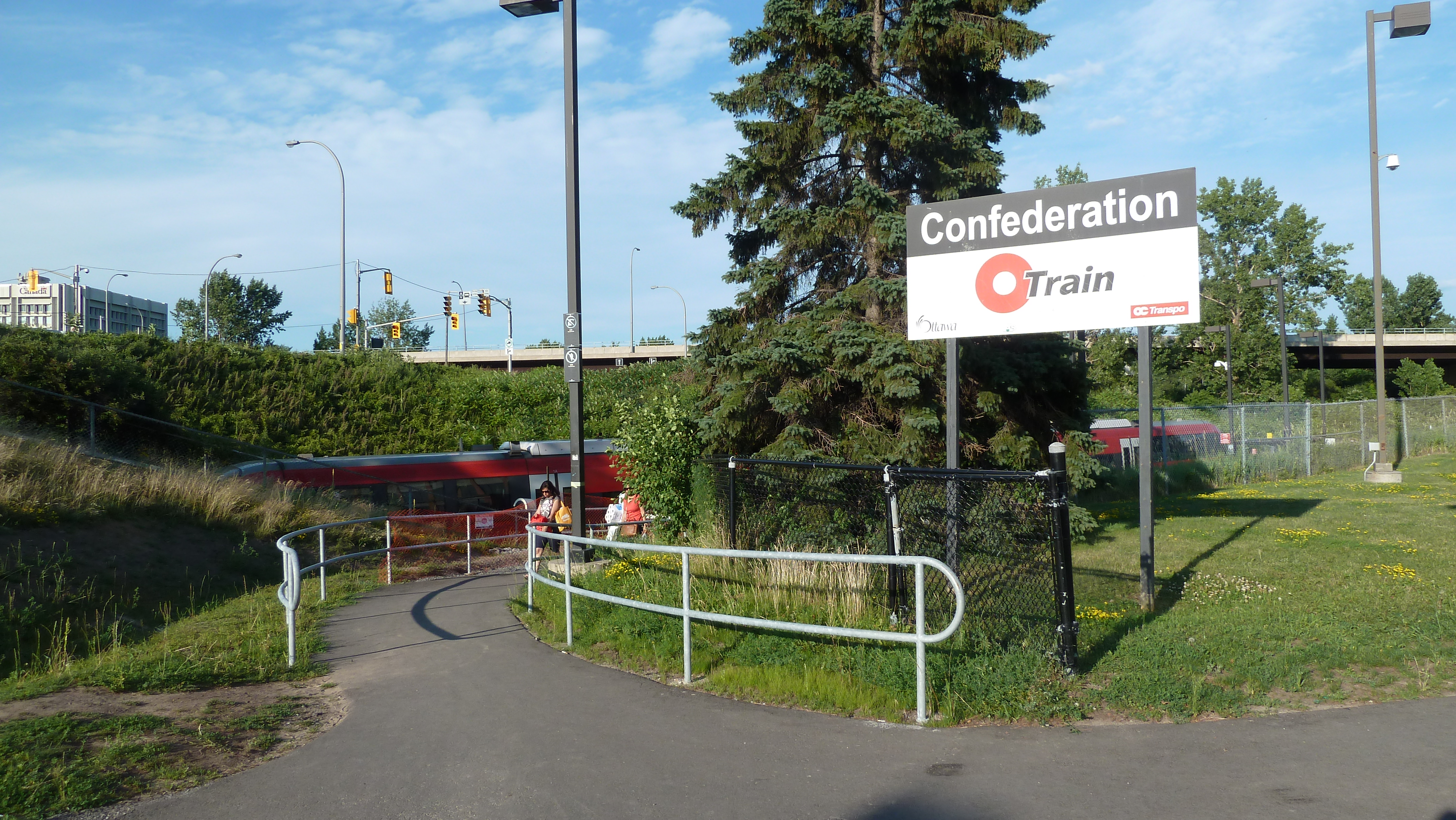
Станция Конфедерация (позднее переименована в Мунис-Бей, во избежание путаницы с новой Линией Конфедерации)
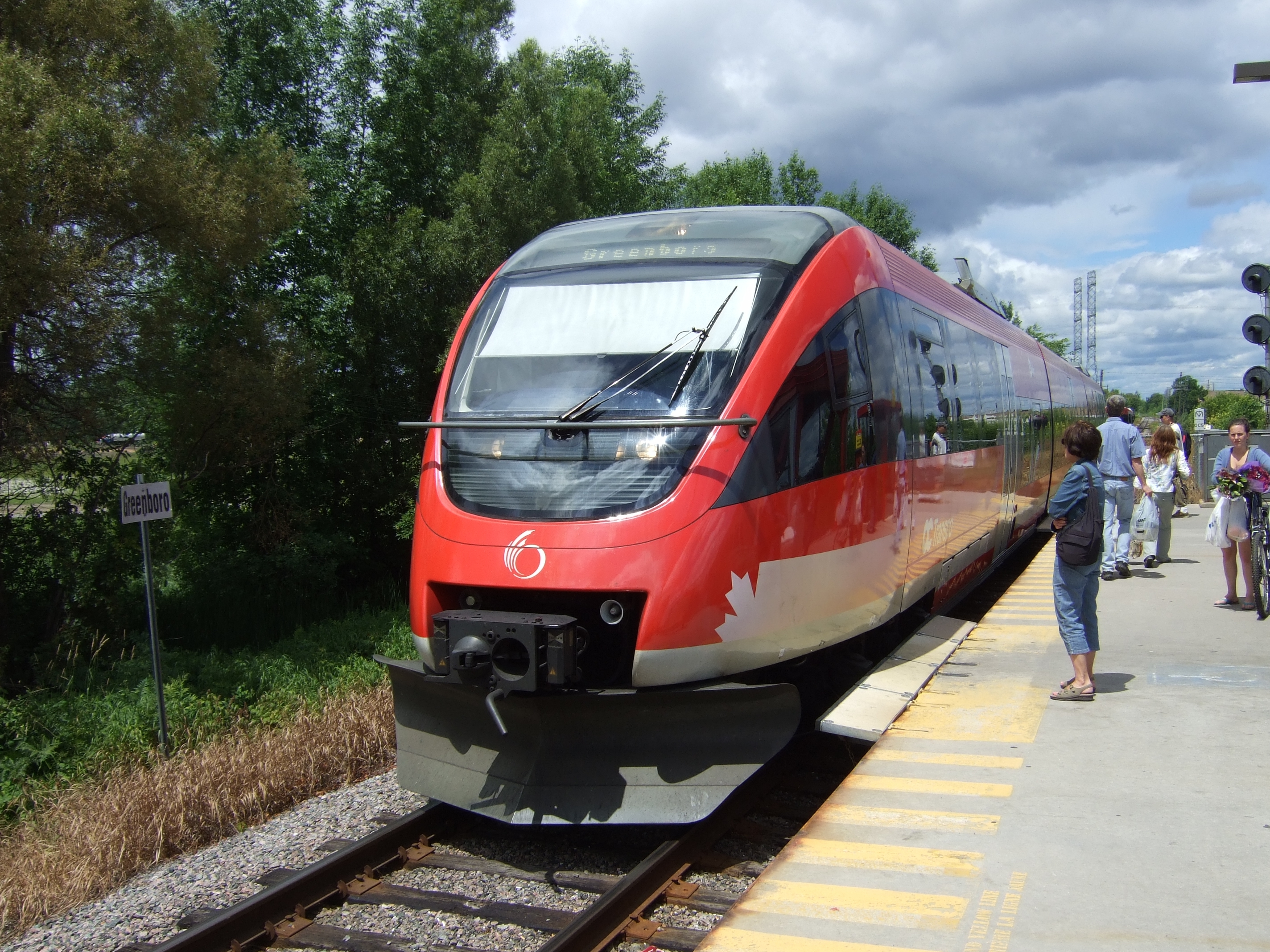
Станция Гринборо
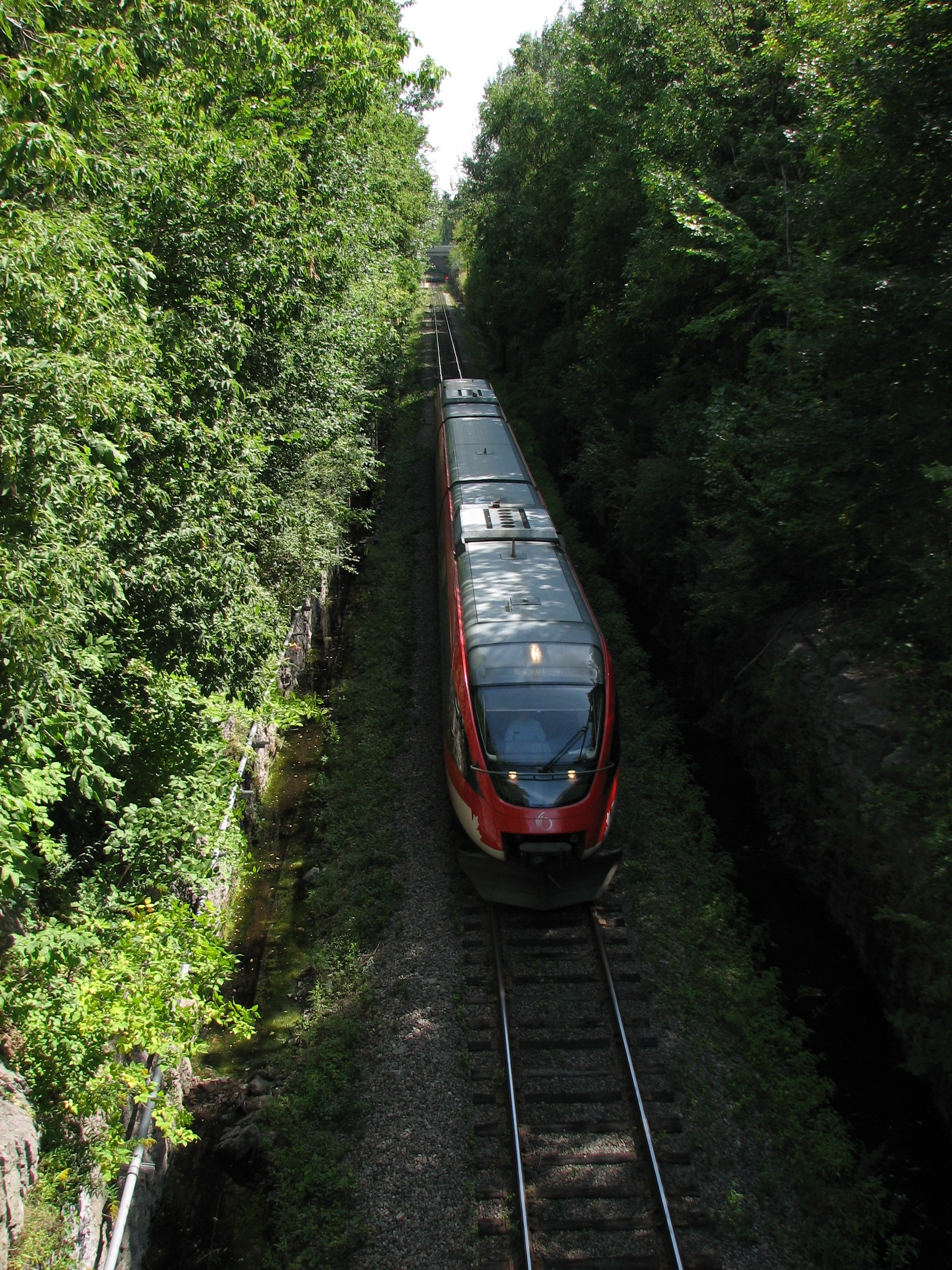
Поезд в парковой просеке
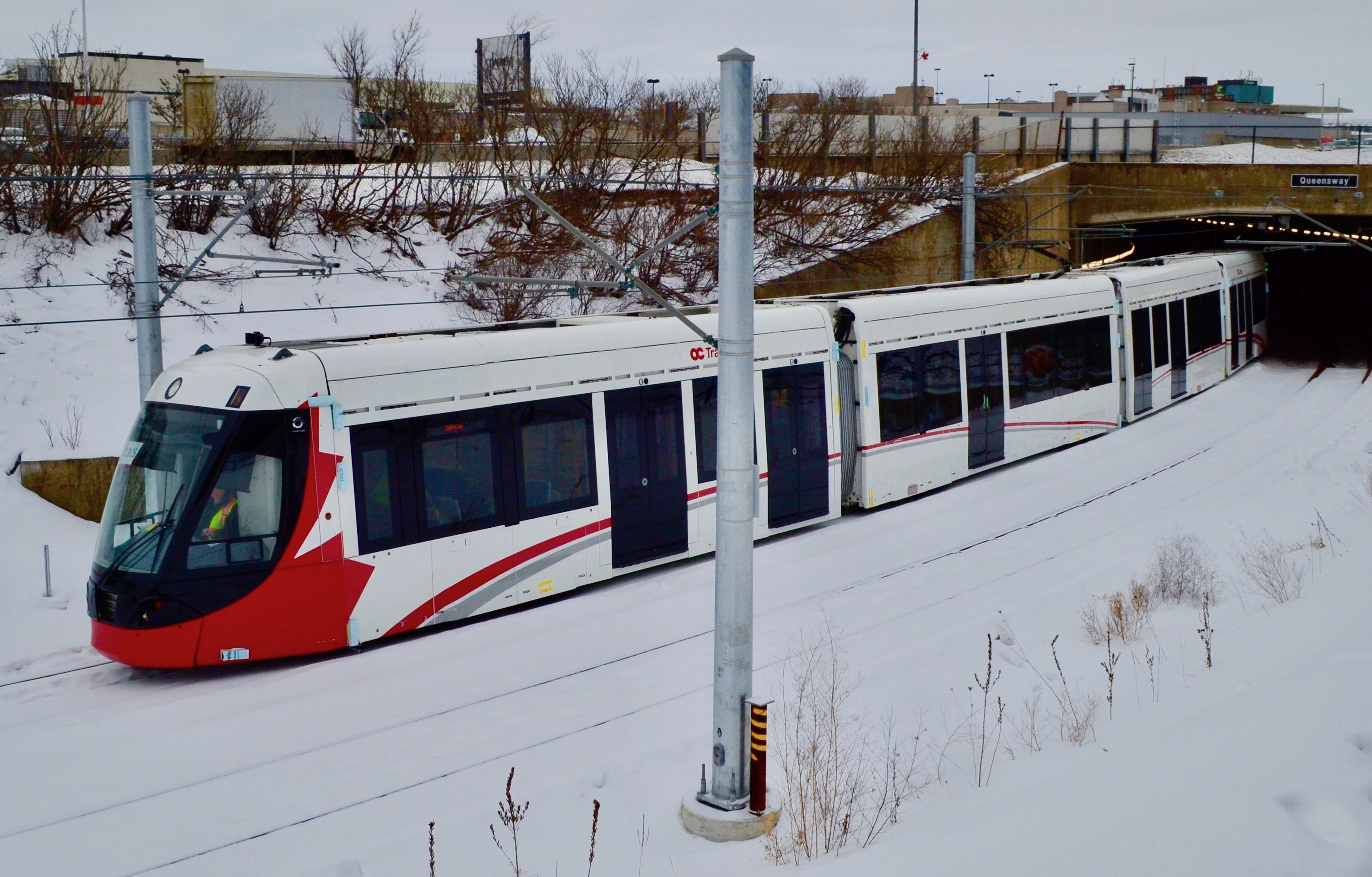
Тестовый прогон поезда через станцию Сен-Лоран (январь 2018, Линия Конфедерации)